# Jules Coignet
Jules Louis Philippe Coignet nació el 2 de noviembre de 1798 en París y murió el 11 de abril de 1860 en el 2º arrondissement de la misma ciudad  fue un pintor francés de la Escuela de Barbizon.

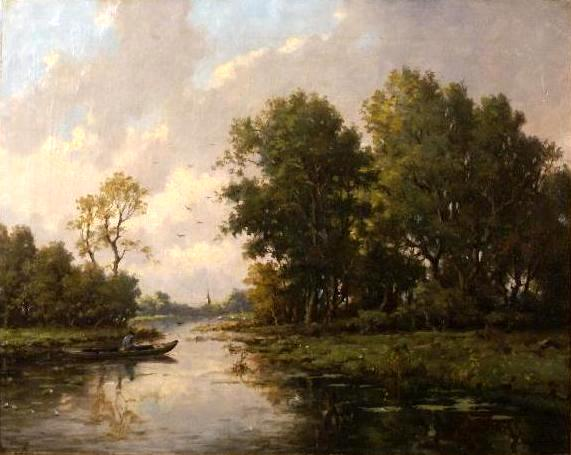
Jules Coignet - Paisaje de Barbizon

## Biografía
Alumno de Jean-Victor Bertin, Jules Coignet adoptó la predilección de su maestro por la pintura de paisajes. Afirmó su propia sensibilidad artística al dejar el estudio para pintar directamente de la naturaleza al aire libre, en un estilo pintoresco, más visual y menos sofocante que la forma neoclásica de sus predecesores. Fue autor de un gran número de lienzos que representan vistas y paisajes pintados durante sus numerosos viajes por el Tirol y el país de Baden, en Suiza, en Italia y en Sicilia, en Egipto y en el Líbano en Oriente, así como de en varias provincias de Francia, en particular en Bretaña y en el valle de Isère.

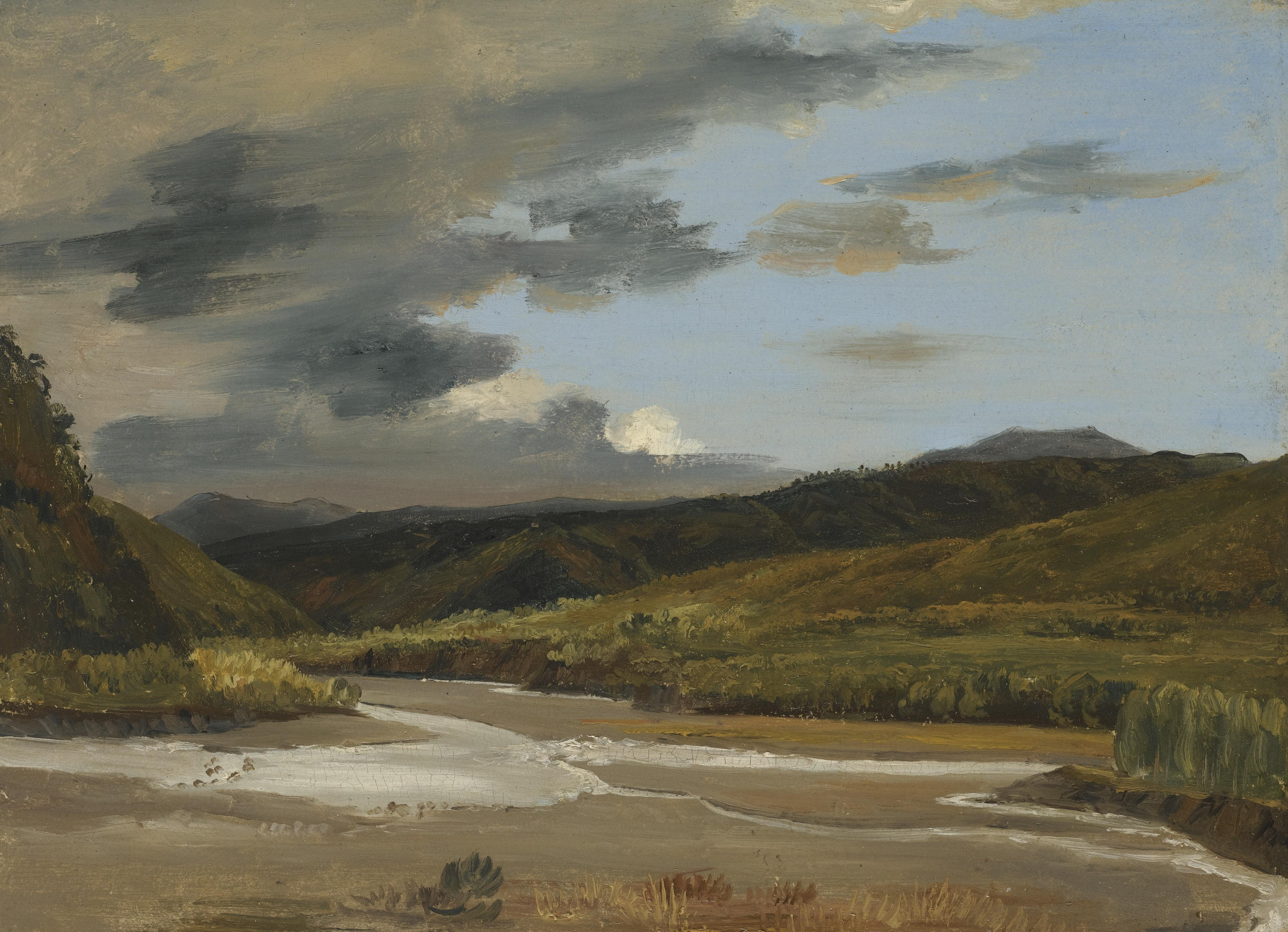
Jules Coignet - Plein-air sketch of a river

Habitual del Salón, en el que participaba asiduamente, fue recompensado con una medalla de oro en 1824. El crítico de arte Auguste Jal apreció especialmente los óleos expuestos por Coignet en el Salón de 1831. También obtuvo una medalla de plata en la Exposición de Lille. Como reconocimiento institucional a su reputación artística, fue nombrado Caballero de la Legión de Honor el 30 de abril de 1836 .

Autor de numerosas pinturas, dibujos al pastel y acuarelas, Jules Coignet también trabajó como retratista. Como litógrafo, también grabó y publicó varias series de grabados propios, así como de otros artistas. En 1834 y 1845 organiza dos ventas públicas de su producción, muy apreciada por los amantes del arte. Después de su muerte, su fondo de estudio se dispersó en una venta pública el 8 de abril de 1861.

Œuvres de Jules Coignet
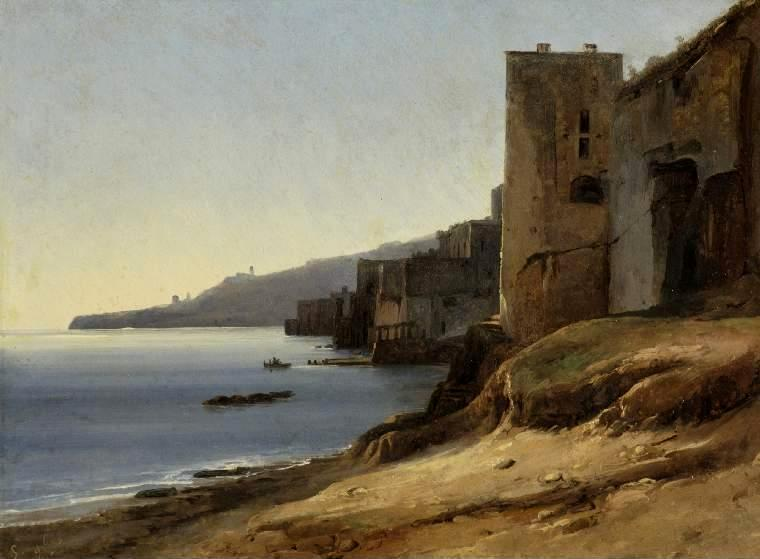
La costa de la bahía de Nápoles cerca de Pausilippus (1823), Cambridge, Museo Fitzwilliam .
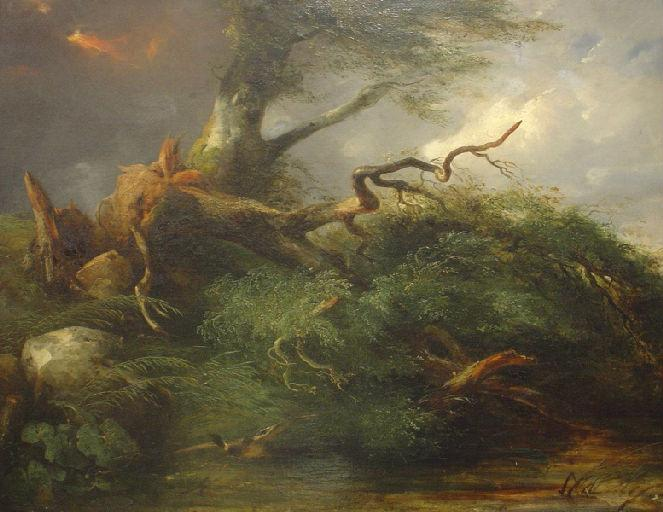
El roble y la caña (1831), Château-Thierry, Museo Jean de La Fontaine .
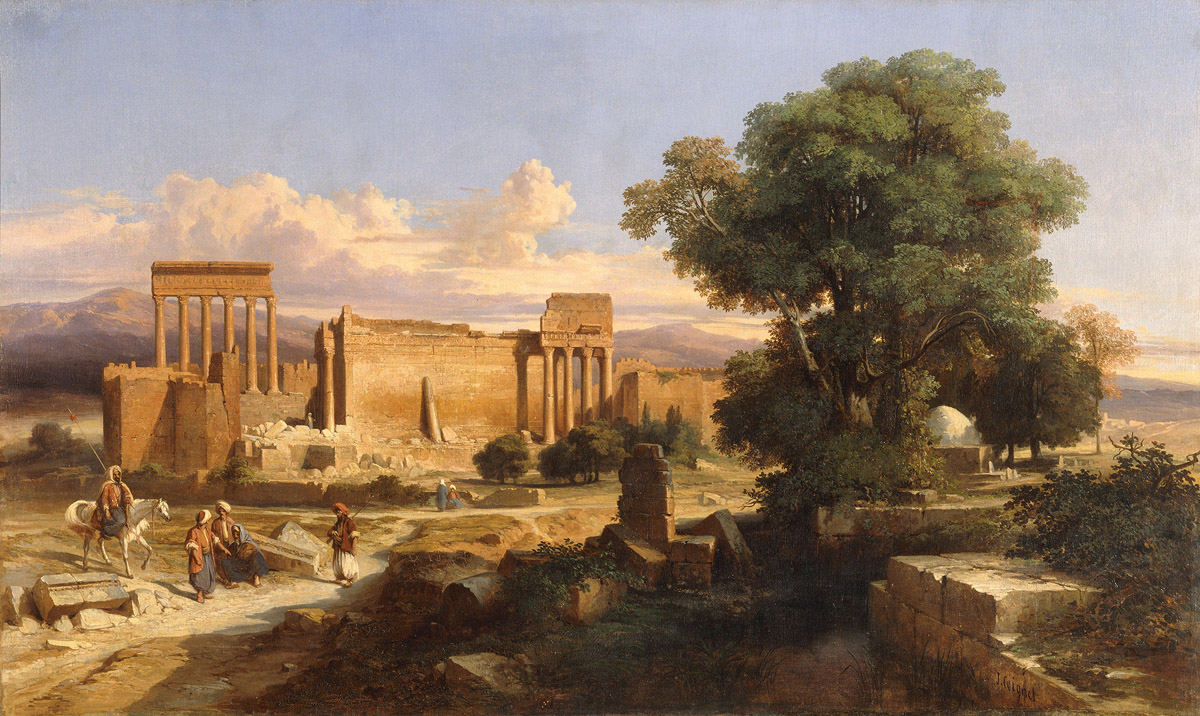
Ruinas de Balbeck (c. 1846), Toulouse, Musée des Augustins .
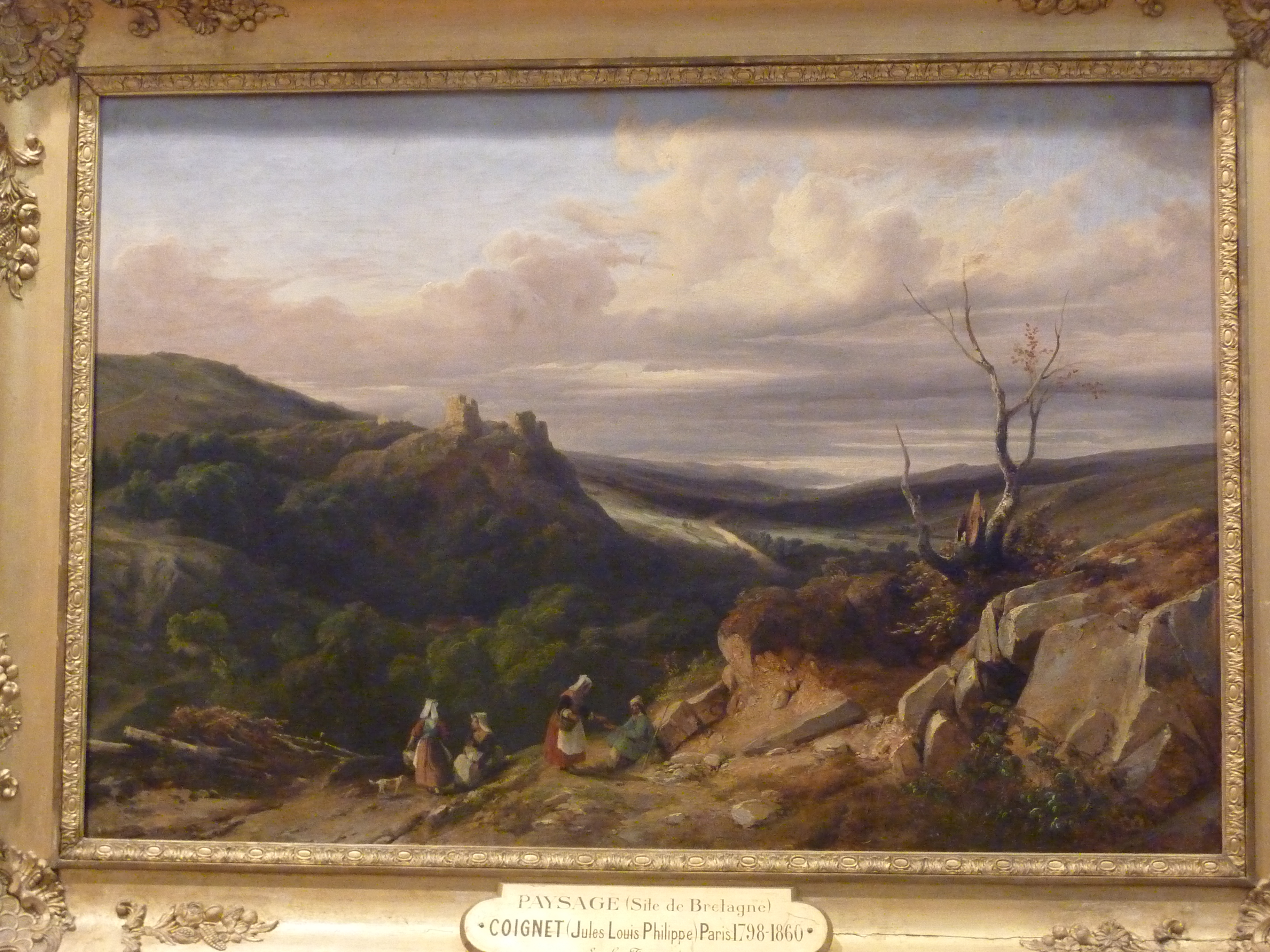
Paisaje (sitio de Bretaña), Museo de Bellas Artes de Quimper .

## Colecciones públicas
Estados Unidos
- Washington, Galería Nacional de Arte.[1]
- Nueva York, Museo de Arte Moderno.[2]

Francia
- Brest, Museo de Bellas Artes : Locmariaquer, 1836, papel montado sobre lienzo, 30 × 39 .[3]
- Chambéry, Museo de Bellas Artes : Marina : Saint-Pol-de-Léon, 1836.[4]
- Castillo de Thierry, Museo Jean de La Fontaine : El roble y la caña, 1831.[5]
- Clermont-Ferrand, museo de arte Roger-Quilliot .
- Compiègne .
- Dijon :
  - Museo de Bellas Artes : Sitio de Bretaña, óleo sobre lienzo, 66 × 98.
  - museo magnin : Grey Weather on the Sea, alrededor de 1848.[6]
- Marsella
- Périgueux, Museo de Arte y Arqueología de Périgord : Vista de las casas a orillas de la Isla.[7]
- París, Museo del Louvre :
  - Paisaje al atardecer, óleo sobre lienzo;[8]
  - Campo : río serpenteando en medio de un llano, dibujo.[9]
- Quimper .
- Remiremont .
- reno
- Estrasburgo, Gabinete de Grabados y Dibujos : Monumento de Desaix en el camino del Rin, dibujo.
- Versalles, Museo de Historia de Francia : Retrato de Charles-Émile Callande de Champmartin .

Reino Unido
- Cambridge, Museo Fitzwilliam : Paisaje .

## Alumnos
- Louis-Augustin Auguin
- Auguste Böhm
- Fernando Chaigneau (1830-1906), en 1849
- Léo Drouyn
- Charles-Theodore Frère
- Luis Remy Robert